# Ященко, Иван Валериевич
Иван Валериевич Ященко — российский математик и популяризатор науки.
Директор Московского центра непрерывного математического образования. В первую очередь известен как руководитель комиссии по разработке КИМ ЕГЭ по математике.
Научные интересы включают топологию, теорию множеств.

## Биография
Родился 12 декабря 1968 г. во Львове.
Окончил математический класс московской школы № 91 (1985)
С 1986 года преподает в 57-й школе.
Окончил Механико-математический факультет МГУ (1990).
С 1994 года кандидат физико-математических наук, заместитель председателя оргкомитета Московской математической олимпиады.
В 1995 году назначен директором Московского центра непрерывного математического образования.
В 1999—2016 годах заведующий кафедрой, в 2006—2011 годах — проректор Московского Института открытого образования.
С 2012 года директор, с 2020 года — научный руководитель Центра педагогического мастерства.
С 2017 года профессор факультета математики НИУ ВШЭ.
С 2018 года заведующий кафедрой инновационной педагогики МФТИ.

## Популярная математика
- Дал частичное решение задачи о мятом рубле[2].

## Признание, звания и награды
- Медаль ордена «За заслуги перед Отечеством» II степени (25 мая 2020) — за заслуги в области образования и многолетнюю добросовестную работу[3].
- Лауреат Премии Правительства Российской Федерации в области образования (2012) (совм. с В. Д. Арнольдом, А. Б. Сосинским и др.)[4].
- Член совета при Президенте Российской Федерации по науке и образованию в 2014—2017 годах.
- Член координационной группы по реализации Концепции математического образования в Российской Федерации.
- Руководитель федеральной группы разработчиков ЕГЭ по математике.
- Учредитель Фонда «Талант и успех».

## Сочинения
Популярные книги по математике
- Ященко И. В. Парадоксы теории множеств. — М., 2002. — 40 с. — (Библиотека «Математическое просвещение», выпуск 20). Архивировано 21 сентября 2017 года.
- Ященко И. В. Приглашение на математический праздник. — М.: МЦНМО, 2005. — 104 с. — 10 000 экз. — ISBN 5–94057-182-4..
- Мерзон Г. А., Ященко И. В. Длина, площадь, объём. — М.: МЦНМО, 2012.
- Смирнов, В. А., Смирнова И. М., Ященко И. В. Наглядная геометрия. — М.: МЦНМО, 2013.
- Канель-Белов, А. Я., Трепалин А. С., Ященко И. В. Олимпиадный ковчег. — М.: МЦНМО, 2014.